# Боровая (приток Черемшанки)
Боровая — река в России, протекает по Каргасокскому району Томской области. Устье реки находится в 13 км по левому берегу реки Черемшанка. Длина реки составляет 16 км.

## Данные водного реестра
По данным государственного водного реестра России относится к Верхнеобскому бассейновому округу, водохозяйственный участок реки — Васюган, речной подбассейн реки — бассейны притоков Оби (верхней) от Кети до Васюгана. Речной бассейн реки — Обь (верхняя) до впадения Иртыша.